# Daniel-Rops
Daniel-Rops fou el pseudònim d'Henri Petiot (Épinal, 1901 - Aix-les-Bains, 1965), assagista i novel·lista catòlic francès.
Estudià en les universitats de Grenoble i de Lió, on després ensenyà història durant vint-i-tres anys.

## Obres
En el 1927 va publicar el seu primer assaig Notre inquiétude, obra polèmica en la que atacava d'immobilitat de l'Església.
La seva obra més citada per autors moderns sol ser Jésus en son temps en la que reconeix que historiadors com Flavi Josep, Tàcit i Suetoni van ser censurats i interpolats pels monjos copistes. Hi afirma que l'obra Satiricon, del cronista satíric Petroni, només n'han arribat a nosaltres 250 planes de les 3.000 que contenia l'original. De Tàcit els copistes cristians van retirar del seu Històries i Annals tots els capítols referents a la Palestina dels primers segles.

## Obres més importants
- Notre inquiétude (1927)
- El món sense ànima (1932)
- L'espasa de foc (1938)
- Par delà notre nuit (1943)
- Jesús i el seu Temps (1945)